# The Lox
The Lox, anteriormente conocido como D-Block, es un grupo de cinco emcees nativos de Yonkers, New York descubiertos por Mary J. Blige. El nombre The L.O.X. venía de "The Warlox", aunque posteriormente fue acortado a The LOX, un acrónimo de "Living Off Experience". El grupo lo componen Jadakiss (Jayson Phillips), Sheek Louch (Shawn Jacobs)y Styles P (David Styles). The LOX lanzó dos álbumes, Money, Power and Respect en 1998 por Bad Boy Records y We are the streets en el 2000 para Ruff Ryders Entertainment.

## Principios
Jayson "Jadakiss" Phillips, David Styles, y Sean "Sheek Louch" Jacobs, comenzaron su viaje como artistas en su ciudad natal de Yonkers, New York. Como estudiantes de secundaria formaron un inicial grupo llamado "The Bomb Squad", si bien la escena local estaba dominada por Raw Rome y un joven DMX (rapero), el grupo comenzó a llamar la atención por su feroz estilo lírico y su capacidad para presentar cuentos de agitación de la vida urbana, el grupo finalmente cambió su nombre a The Warlocks, fue en este momento en que captaron la atención de la superestrella 
Mary J. Blige, quien fue la que le alcanzó la cinta a 
Puff Daddy, productor de Bad Boy Records, y es así como comienzan su carrera firmando para esta productora, luego se cambiaron nuevamente de nombre a The L.O.X.

## Su Carrera
The L.O.X se hace de una manera conocida a través del sencillo póstumo hacia su amigo Notorious B.I.G., llamado "Last Day", el grupo luego aparece en el sencillo de Mase llamado 
24 Hours To Live en donde aparecen junto con otros raperos como LL Cool J, Canibus y DMX, y en Honey de Mariah Carey.
El álbum debut del grupo fue Money, Power and Respect, que ayudó al grupo a ser considerado como una voz influyente del hip hop.
En el verano de 1999, el famoso trío de rap de Yonkers se encontraba en una lucha por la libertad. Decepcionado con la dirección de su carrera en Bad Boy, el grupo quería ser liberado de su contrato para unirse a la recién formada Ruff Ryders / Interscope records. Ruff Ryders siempre ha servido a The Lox de personal directivo y el grupo consideró a esta como la nueva etiqueta que podría representar mejor el núcleo duro del Partido, sensibilidades que expresaron en sus rimas. Bad Boy es conocido por sus éxitos de radio de danza de amistad y de alto precio de los vídeos, mientras que The LOX establecerse rápidamente como Hardcore artistas de rap. Las identidades se enfrentaron, The LOX solo no se sentían cómodos con los trajes caros. "Para nosotros es suficiente y necesario utilizar nuestras etiquetas ásperas" dice Sheek. "Una etiqueta más difícil que se adapten a nuestra imagen". 
The LOX intentó todas las maniobras legales disponibles para ser liberado de su contrato con Bad Boy. Sin embargo, cuando los abogados y conferencias telefónicas no funcionaban, el grupo hizo lo que sabían hacer mejor. Tomaron su historia a las calles. Hicieron un concierto de rap en New York, con el lema "Let the Lox Go" T-shirts and sparked a grass roots movement to "Free the Lox", entregando camisetas a los asistentes. En las calles se habló alto y claro y The Lox fue finalmente liberado. "Realmente cambió el juego por ello.", Dice Styles P con contractuales relativas a la ficción. "Puede tomar años, pero otras personas van a hacerlo. Lo hicimos porque no teníamos miedo a hablar."